# Wiedemannia lota
Wiedemannia lota is een vliegensoort uit de familie van de dansvliegen (Empididae). De wetenschappelijke naam van de soort is voor het eerst geldig gepubliceerd in 1851 door Walker.